# معالجة المياه

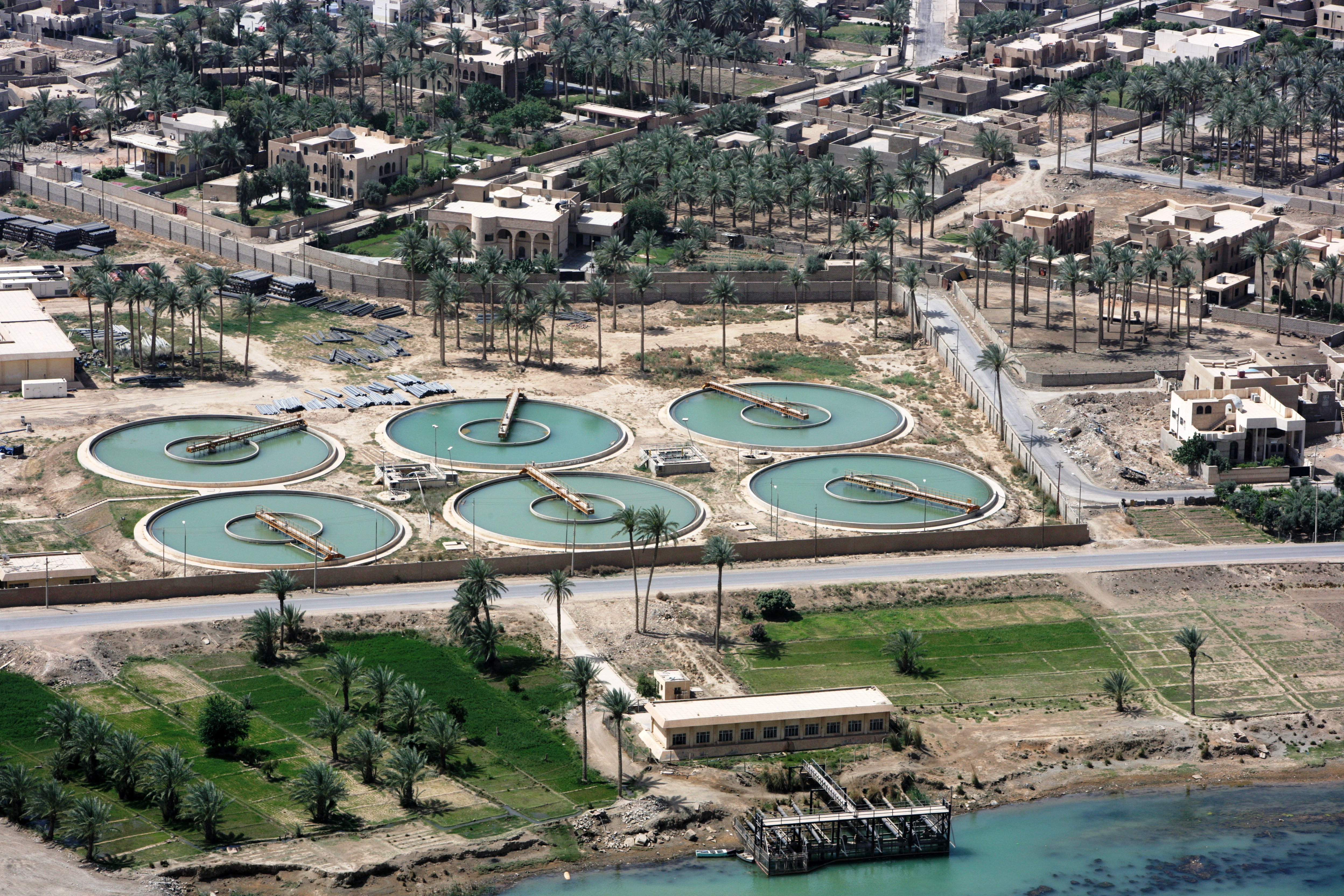
محطة معالجة بمدينة الرمادي

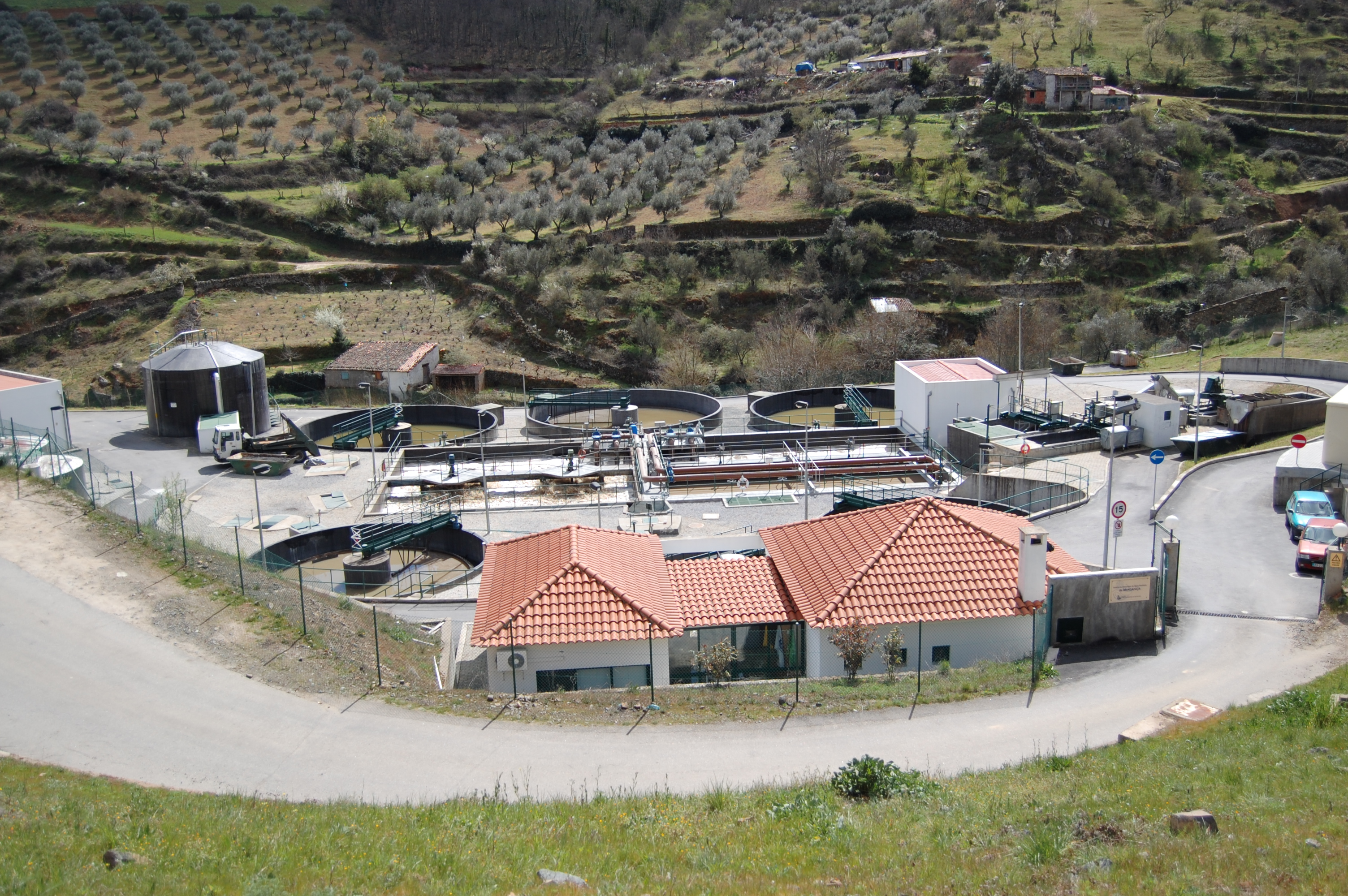
معالجة لمياه الصرف الصحي - شمال البرتغال.

معالجة المياه، مصطلح لوصف العمليات التي تتم لجعل المياه بعد معالجتها صالحة لغرض معين. يتضمن هذا استخدامها كمياه للشرب، وكذلك في المجالات الصناعية، الطبية، والاستخدامات الأخرى.
بشكل عام الغرض الرئيسي من معالجة المياه هو إزالة أو تقليل أي عوالق أو ملوثات حتى تصبح هذه المياه مناسبة للغرض المستخدمة فيه.
تختلف عمليات المعالجة بحسب الغرض من استخدام المياه فمثلا مياه الشرب تركز كثير على تنقية المياه من الشوائب، المواد العالقة، وإعادة ضبط كمية الأملاح المعدنية.

## تنقية مياه الشرب

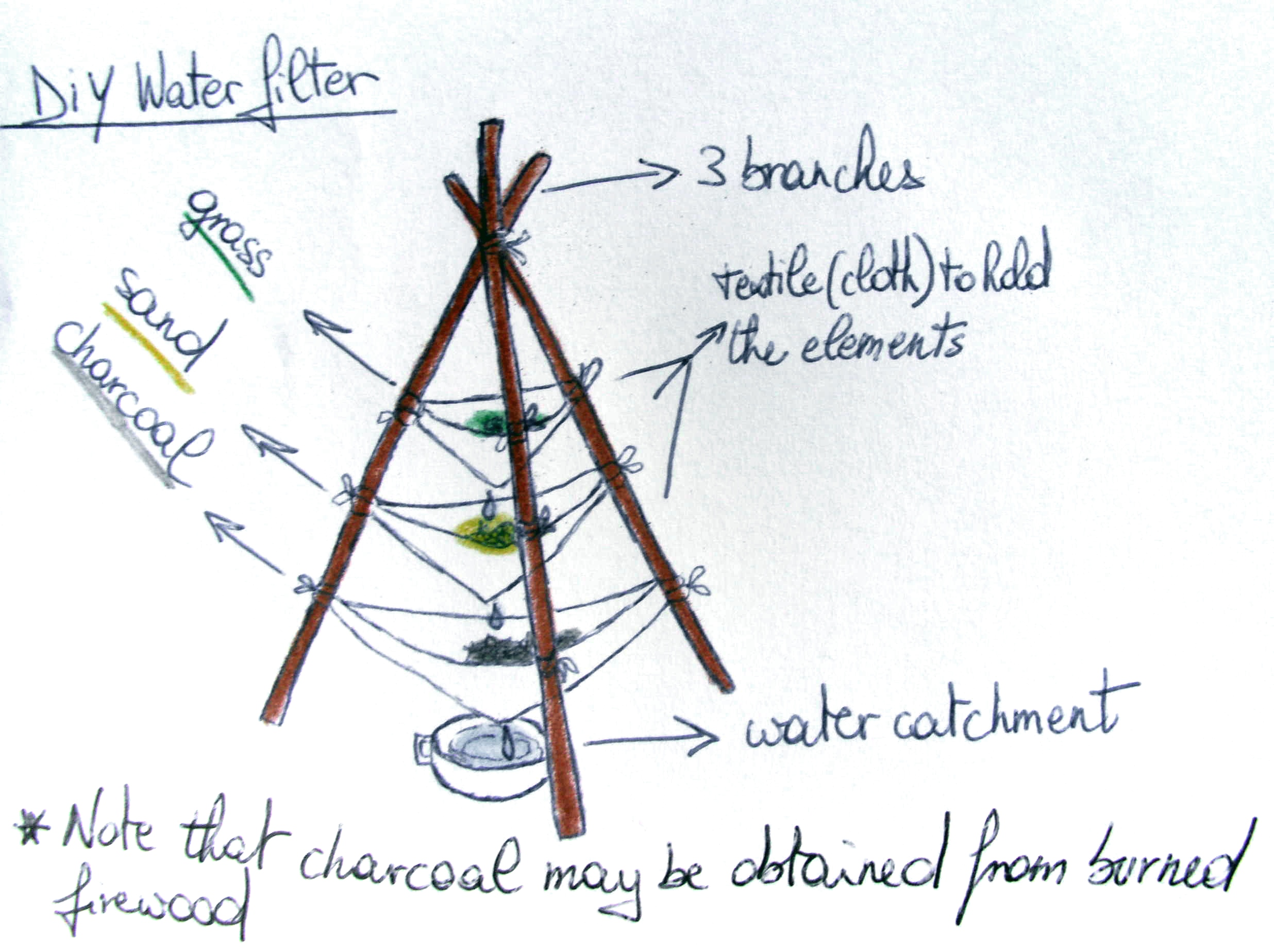
صورة مرسومة يدويًا لفلتر مياه منزلي الصنع.

تركز عملية تنقية المياه على التخلص من المواد الملوثة من المياه المراد معالجتها للحصول على مياه صالحة للشرب نقية بما يكفي لاستعمالها في الاستهلاك الشخصي. من المواد المزالة في هذه العملية البكتيريا، الفيروسات، الطحالب، وبعض المعادن مثل الحديد، المنغنيز، والكبريت بالإضافة إلى الملوثات البشرية مثل بمافي ذلك الأسمدة.
تعتبر عملية معالجة مياه الشرب في غاية الأهمية وهذا ما جعل منظمة الصحة العالمية تصدر مقاييس وإرشادات يتم التعامل معها عالميا.
الكثير من البلدان النامية ودول العالم الثالث تفتقر لعمليات معالجة المياه وهذا ما ساعد على انتشار الأوبئة المزمنة مثل التيفود، وفيروس الكبد الوبائي أ في كثير منها.

## عمليات معالجة مياه الشرب
العمليات التالية تمثل تبسيطاً لعمليات معالجة مياه الشرب المتبعة عالمياً:
- عملية حقن الكلور التمهيدية للحد من تكاثر الطحالب.
- التهوية مع حقن الكلور لتفتيت الحديد والمنغنيز الذائب (بالأكسدة) ثم إزالتها
- الترسيب لفصل المواد الصلبة أو المواد العالقة
- الترشيح - للتخلص من المواد المتسربة.
- قتل البكتيريا بالمضادات.

## معالجة مياه الصرف الصحي
معالجة مياه الصرف الصحي تختص بشكل رئيسي في إزالة ملوثات مخلفات المياه  وخلق مجرى مناسب لتوجيهها إلى البيئة الطبيعية . تتم هذه العملية في منشآت خاصة بإعادة معالجة مياه الصرف الصحي.
وفقاً لإحصائيات 2006م يقدر بأن 1.8 مليون شخص يموتون سنوياً بأمراض منقولة بالمياه ويعود السبب في هذه الإصابات إلى عدم توافر الطرق المناسبة للتصريف بشكل كاف.
الشيء الحسن هنا هو تطور التكنولوجيا الحديثة حيث أصبح بالإمكان توفير أنظمة مختلفة لمعالجة المياه على الصعيدين الفردي والجماعي. فلقد أصبحت وحدة تنقية المياه بالتناضح العكسي متوافرة في الأسواق وبأسعار مقبولة حالياً (يمكن الحصول على وحدة بسعر لايتجاوز 250 دولاراً بسعة 200 لتر يوميًا).

## معايير معالجة المياه
تحدد الكثير من الدول المتطورة معايير لتطبيقها داخل البلاد. في أوروبا على سبيل المثال، يتضمن هذا توجيهات إدارة مياه الشرب الأوروبية عام 1988 وفي الولايات المتحدة تضع وكالة حماية البيئة الأمريكية معايير كما ينص قانون مياه الشرب النظيفة. بالنسبة للبلاد التي لا تملك أطرًا تشريعية أو إدارية لهذه المعايير، تنشر منظمة الصحة العالمية توصيات حول المعايير التي يجب تحقيقها. تبنت الصين معيار المياه النظيفة الخاص بها، والذي أقرته وزارة حماية البيئة الصينية عام 2002.
في الأماكن التي توجد فيها معايير جودة مياه الشرب بالفعل، يُعبر عن هذه المعايير عمومًا على شكل توجيهات أو أهداف وليس كمتطلبات مفروضة، وبالتالي لا تملك غالبية المعايير أي أساس قانوني أو قابلية للإلزام قانونيًا. هناك استثناءان وحيدان هما إدارة مياه الشرب الأوروبية وقانون مياه الشرب النظيفة في الولايات المتحدة، وهما يتطلبان تعاونًا قانونيًا والتزامًا بمعايير محددة.

## معالجة المياه الصناعية

### العمليات المستخدمة
هناك عمليتان أساسيتان لمعالجة المياه الصناعية هما معالجة مياه المراجل ومعالجة مياه التبريد. يمكن أن تؤدي معالجة المياه الصحيحة بكمية كبيرة إلى تفاعل المكونات الصلبة مع البكتريا ضمن الأنابيب وبيوت المراجل. يمكن أن تتأذى المراجل البخارية وتصاب بالتكلس والتآكل إذا تُركت دون عناية. يمكن أن تضعف الترسبات الكلسية الآلات بشكل خطر، في حين تصبح هناك حاجة لاستخدام وقود إضافي من أجل تسخين كمية الماء ذاتها بسبب ازدياد المقاومة الحرارية. يمكن أن تصبح المياه المتسخة قليلة الجودة موطن تكاثر للبكتريا مثل الفيلقيات، التي تمثل خطرًا على الصحة العامة.
يمكن أن يحدث التآكل في المراجل منخفضة الضغط نتيجة الأكسجين المنحل وفرط الحموضة أو القلوية. بالتالي يجب على تقنية معالجة المياه أن تزيل الأكسجين المنحل وتحافظ على ماء المرجل بدرجة مناسبة من الحموضة. بدون معالجة فعالة للماء، يمكن أن يعاني نظام التبريد المائي من تشكل الترسبات والتآكل والتلوث ويصبح مرتعًا للبكتريا الضارة. هذا الأمر يقلل الكفاءة ويقصر من عمر المفاعل ويجعل العمليات قليلة الكفاءة وغير آمنة.

#### معالجة مياه المراجل
معالجة مياه المراجل هي نمط من معالجة المياه الصناعية يركز على إزالة المواد القادرة على إحداث أذى للمراجل أو تعديل هذه المواد بشكل كيميائي. تُستخدم أنماط مختلفة من المعالجة في مواقع مختلفة بهدف تجنب حدوث الترسبات الكلسية أو التآكل أو اختلاط البخار مع رذاذ الماء (تشكل الرغوة). تركز المعالجة الخارجية للمصادر المائية الصرفة المخصصة للاستخدام في المرجل على إزالة الشوائب قبل أن تصل إلى المرجل. تركز المعالجة الداخلية ضمن المرجل على الحد من قابلية الماء على الإذابة داخل المرجل، بالإضافة إلى الإبقاء على الشوائب بأشكال غير قادرة على التسبب بضرر، قبل أن تصبح إزالتها من المرجل ممكنة باستخدام النفخ بالضغط العالي.

#### معالجة مياه التبريد
التبريد المائي هو وسيلة لإزالة الحرارة من المكونات والمعدات الصناعية. يمكن أن يمثل الماء سائلًا ناقلًا للحرارة أكثر كفاءة عندما يكون التبريد الهوائي غير فعال. يقدم الماء في بعض الحالات أفضلية النقل الحراري لسائل عالي الحرارة النوعية بالإضافة إلى التبريد التبخيري. كثيرًا ما يعني الثمن البخس إمكانية التخلص من ماء التبريد بعد الاستعمال لمرة واحدة، لكن دارات التبريد معادة التدوير قابلة للضغط من أجل إزالة الخسارة الناتجة عن التبخر وتقديم مرونة أكبر ونظافة أفضل.
تحتاج دارات التبريد معيدة التدوير غير المضغوطة التي تستخدم التبريد التبخيري إلى تنظيف مستمر باستخدام التدفق بالضغط العالي من أجل إزالة الشوائب المتجمعة.